# 克里斯·波特
克里斯·波特（英語：Chris Porter，1885年10月25日—1915年6月4日），英国男子足球运动员。他曾入选1908年夏季奥林匹克运动会英国男子足球队阵容，但并未上场参赛。